# إميتوس
إميتوس (Υμηττός) هي مدينة في إقليم أتيكا في اليونان.